# Strumień
Pour les articles homonymes, voir Strumień (homonymie).
Strumień est une ville de la voïvodie de Silésie et du powiat de Cieszyn. Elle est le siège de la gmina de Strumień. Elle s'étend sur 6,31 km² et comptait 3 608 habitants en 2021.